# Bilbil złotoplamy
Bilbil złotoplamy (Pycnonotus aurigaster) – gatunek małego, śpiewającego ptaka z rodziny bilbili (Pycnonotidae). Występuje w południowo-wschodniej Azji – w południowych i południowo-wschodnich Chinach, Hongkongu, Indonezji, Kambodży, Laosie, Mjanmie, Tajlandii i Wietnamie. Nie jest zagrożony wyginięciem.

## Podgatunki i zasięg występowania
Wyróżniono 9 podgatunków P. aurigaster:
- bilbil czerwonorzytny[4] (P. aurigaster chrysorrhoides) (Lafresnaye, 1845) – południowo-wschodnie Chiny.
- P. aurigaster resurrectus Deignan, 1952 – południowe Chiny i północno-wschodni Wietnam.
- P. aurigaster dolichurus Deignan, 1949 – środkowy Wietnam.
- P. aurigaster latouchei Deignan, 1949 – wschodnia Mjanma do południowych Chin i północnych Indochin.
- P. aurigaster klossi (Gyldenstolpe, 1920) – południowo-wschodnia Mjanma i północna Tajlandia.
- P. aurigaster schauenseei Delacour, 1943 – południowa Mjanma i południowo-zachodnia Tajlandia.
- P. aurigaster thais (Kloss, 1924) – środkowa i południowa Tajlandia, środkowy Laos.
- P. aurigaster germani (Oustalet, 1878) – południowo-wschodnia Tajlandia i południowe Indochiny.
- bilbil złotoplamy[4] (P. aurigaster aurigaster) (Vieillot, 1818) – Jawa i Bali.

## Biotop
Jego naturalnym środowiskiem występowania są subtropikalne i tropikalne wilgotne lasy nizin.

## Status
Międzynarodowa Unia Ochrony Przyrody (IUCN) uznaje bilbila złotoplamego za gatunek najmniejszej troski (LC – least concern) nieprzerwanie od 1988 roku. Liczebność populacji nie została oszacowana, aczkolwiek ptak ten opisywany jest jako pospolity w Hongkongu i na Jawie, dość pospolity w Chinach i Azji Południowo-Wschodniej. Trend liczebności populacji uznaje się za spadkowy.